# Sun Bins krigskonst
Inte att förväxla med Sun Zis Krigskonsten.
Sun Bins krigskonst (孙膑兵法) är ett klassiskt kinesiskt verk om militär strategi skriven av Sun Bin på 300-talet f.Kr. Sun Bin var en ättling till Sun Zi som skrev Krigskonsten.
Sun Bins krigskonst omnämndes i historiekrönikan Hanshu men troddes gått förlorad under Tangdynastin (618-907). I Honshu påstås Sun Bins krigskonst bestå av 19 kapitel. Under en utgrävning av en grav vid berget Yinque sydost om Linyi i Shandong fån tiden för kejsare Han Wudi (r. 141 f.Kr.–87 f.Kr.) hittades 1972 en version av Sun Bins krigskonst. Den var skriven på 364 bambustickor och innehöll 15 alt 33 kapitel. (Graven innehöll även en version av Sun Zis Krigskonsten och flera andra klassiska verk fördelat på 4 942 bambustickor.) Bambustickorna var i mycket dåligt skick och bedöms vara från tiden för Kung Xuan av Qi (齐宣王) (r. 319 f.Kr.-301 f.Kr.). Bambustickorna är idag utställda på Yinqueshan Han Tomb and Bamboo Slips Museum.
Sun Bins krigskonst beskriver vikten av att en stat prioriterar militären, och vikten av att ha tränade soldater ledda av bra officerare. Jämfört med Krigskonsten av Sun Zi så är Sun Bins krigskonst mer praktiskt än strategisk.